# Bistolida
Bistolida Cossmann, 1920 è un genere di molluschi gasteropodi appartenente alla famiglia Cypraeidae.

## Tassonomia
- Bistolida brevidentata (G.B. Sowerby II, 1870)
- Bistolida diauges (Melvill, 1888)
- Bistolida erythraeensis (G.B. Sowerby I, 1837)
- Bistolida fuscomaculata (Pease, 1865)
- Bistolida goodalli (Gray, 1832)
- Bistolida hirundo (Linnaeus, 1758)
- Bistolida kieneri (Hidalgo, 1906)
- Bistolida nanostraca Lorenz & Chiapponi, 2012
- Bistolida owenii (J.E. Gray in G.B. Sowerby I, 1832)
- Bistolida piae Lorenz & Chiapponi, 2005
- Bistolida stolida (Linnaeus, 1758)
- Bistolida ursellus (Gmelin, 1791)
- Bistolida vasta Schilder & Schilder, 1938